# Eleições presidenciais no Senegal em 2007
As eleições presidenciais no Senegal de 2007 realizaram-se no dia 25 de Fevereiro, sem necessidade de se recorrer a uma segunda volta.
O presidente em funções, Abdoulaye Wade, que em 2000 foi o primeiro Presidente do Senegal eleito, venceu as eleições na primeira volta com quase 56 % dos votos. Se tivesse havido necessidade de uma segunda volta, esta ter-se-ia realizado no dia 18 de Março de 2007.

## Marcação da eleições
Wade anunciou a data das eleições em Abril de 2006.
Inicialmente estava previsto que as Eleições Legislativas se realizariam no mesmo dia das Presidenciais, mas as primeiras acabaram por ser adiadas para o dia 3 de Junho de 2007.

## Candidatos
A corrida para a Presidência foi feita por 15 candidatos, incluindo o presidente Wade.
Idrissa Seck, um antigo primeiro-ministro que já foi considerado protegido de Wade, também concorreu. Seck anunciou a sua candidatura em Abril de 2006; ele havia sido detido em 2005 por apropriação indevida de bens e por ameaça para a segurança nacional mas nunca enfrentou um tribunal e acabou por ser libertado em Fevereirode 2006.
O antigo primeiro-ministro Moustapha Niasse também concorreu como candidato por uma coligação de partidos da oposição, incluindo a sua própria Aliança de Forças de Progresso.
Entre os outros candidatos inclui-se Ousmane Tanor Dieng do Partido Socialista do Senegal, anteriormente no governoof, Abdoulaye Bathily da Liga Democrática/Partido Movimento para o Trabalho, Landing Savané, um Ministro de Estado a e secretário-geral do Partido Africano para a Democracia e Socialismo, o Presidente da Câmara de Ziguinchor, Robert Sagna, e o antigo embaixador Modou Dia.

## Campanha
A campanha oficial começou no dia 4 de Fevereiro de 2007. Os soldados votaram mais cedo, em 17 e 18 de Fevereiro; foi a primeira vez na história do país que os soldados foram autorizados a votar.
Wade tem sido criticado numa variedade de assuntos, incluindo o desemprego e a manutenção do conflito de Casamance conflict, tal como na alegada corrupção enos atrasos das Eleições Legislativas. Empenhou-se em grandes projectos de construção, o que tem dividido opiniões no país. A campanha de Wade apelou ao povo para lhe dar uma maioria logo à Primeira Volta, mas era largamente esperado que fosse necessária uma segunda volta,  e os opositores negavam a hipóteses de Wade ganhar legitimamente à Primeira Volta. Muitos políticos que apoiaram Wade em 2000 haviam-se virado contra ele, o que tornava improvável que ele repetisse o feito de sete anos atrás; por outro lado era apontada a demografia senegalense, com uma alta proporção de jovens no eleitorado, o que tornava dificil a comparação entre os dois actos eleitorais.

## Resultados
Pouco depois das eleições, o Primeiro-Ministro Macky Sall, que também foi mandatário da campanha de Wade, disse que Wade ganhara as eleições à Primeira Volta com cerca de 57% dos votos, baseado nos resultados iniciais.
DCe acordo com os resultados publicados no dia 1 de Março, Wade ganhou com cerca de 1,9 milhoes de votos, cercad de 55.9% do total. Seck ficou em segundo lugar com 14,9% dos votos e Tanor Dieng em terceiro com 13.6%. A afluência às urnas foi de 70.5%.
Wade ganhou em 32 dos 34 Departamentos do País, incluindo a maioria absoluta em 28 deles. Seck ganhou no Departamento de Thiès e Niasse no de Nioro du Rip.

## Protestos
A campanha de Abdoulaye Bathily rejeitou os resultados e alegou que havia falhas nas votações, dizendo que uma pessoa não podia estar registada mais que uma vez, e que a tinta usada nos boletins, que era suposto ser indelével, podia ser  removida. um porta voz da campanha de Ousmane Tanor Dieng também rejeitou os resultados, e em 5 de Março Tanor Dieng entregou num Tribunal Constitucional um apelo alegando falta de transparência e irregularidades.

## Resultados Finais
Os resultados finais do Conselho Constitucional publicados a 11 de Março deram a vitória a Wade com 55.90% dos votos, seguido de Seck  com 14.92% e Dieng com 13.56%. O Conselho rejeitou os apelos de Dieng e Bathily.
| Candidato                | Partido                                                 | Coligação                | Votos     | %     |
| ------------------------ | ------------------------------------------------------- | ------------------------ | --------- | ----- |
| Abdoulaye Wade           | Partido Democrata Senegalês                             | Sopi 2007                | 1.914.403 | 55,90 |
| Idrissa Seck             |                                                         | And Liggey Sénégal       | 510.922   | 14,92 |
| Ousmane Tanor Dieng      | Partido Socialista do Senegal                           |                          | 464.287   | 13,56 |
| Moustapha Niasse         | Aliança de Forças de Progresso                          | Alternance 2007          | 203.129   | 5,93  |
| Robert Sagna             |                                                         | Takku Defaraat Sénégal   | 88.446    | 2,58  |
| Abdoulaye Bathily        | Liga Democrática - Movimento para o Partido do Trabalho | Jubbanti Sénégal         | 75.797    | 2,21  |
| Landing Savané           | And-Jëf/Partido Africano para a Democracia e Socialismo |                          | 70.780    | 2,07  |
| Talla Sylla              | Aliança para o Progresso e Justiça/Jëf-Jël              |                          | 18.022    | 0,53  |
| Cheikh Bamba Dièye       | Frente para o Socialismo e Democracia/Benno Jubël       |                          | 17.233    | 0,50  |
| Mamadou Lamine Diallo    |                                                         | Tekki Taaru Sénégal      | 16.570    | 0,48  |
| Mama Adama Guèye         |                                                         | Sellal                   | 13.700    | 0,40  |
| Doudou Ndoye             | União para o Progresso e Renovação                      |                          | 9.918     | 0,29  |
| Alioune Mbaye            | Independente                                            |                          | 9.016     | 0,26  |
| Louis Jacques Senghor    | Movimento para a Libertação do Povo Senegalês           |                          | 8.212     | 0,24  |
| Modou Dia                | Independente                                            |                          | 4.491     | 0,13  |
| Total (Afluência: 70.5%) | Total (Afluência: 70.5%)                                | Total (Afluência: 70.5%) | 3.424.926 | 100.0 |

## Tomada de posse
Abdoulaye Wade tomou posse do novo mandato como Presidente da República do Senegal no dia 3 de Abril de 2007, em Dakar.